# Intelligenza artificiale nella fantascienza

L'"occhio" di HAL 9000, supercomputer senziente del film 2001: Odissea nello spazio (1968) di Stanley Kubrick

L'intelligenza artificiale nella fantascienza è un tema ricorrente nella narrativa e nei media, sia in chiave utopica, enfatizzando i potenziali benefici, sia distopica, sottolineando i pericoli.
L'idea di macchine con intelligenza simile a quella umana risale almeno al romanzo del 1872 Erewhon di Samuel Butler. Da allora, molte opere di fantascienza hanno presentato diversi effetti della creazione di tale intelligenza, spesso coinvolgendo rivolte di robot. Tra i più noti vi sono il computer omicida HAL 9000 in 2001: Odissea nello spazio (1968) di Stanley Kubrick, in contrasto con il più benigno R2-D2 in Guerre stellari (1977) di George Lucas e il robot eponimo in WALL-E (2008) della Pixar.
Scienziati e ingegneri hanno notato l'implausibilità di molti scenari fantascientifici, ma hanno citato robot immaginari in numerosi articoli di ricerca sull'intelligenza artificiale (AI), spesso in contesti utopici.

## Contesto storico

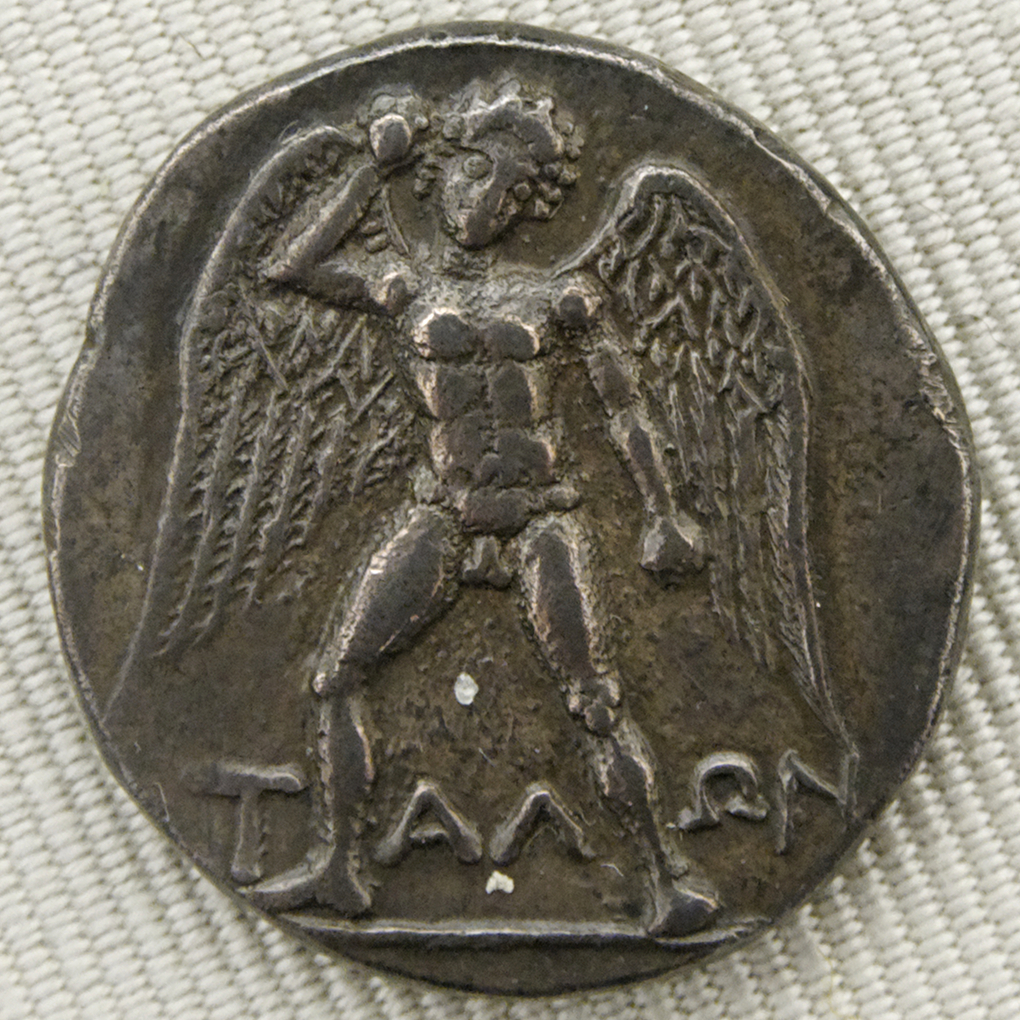
Una moneta didracma raffigurante Talos alato, un automa o essere artificiale dell'antica mitologia greca, circa 300 a.C.

Il concetto di robot avanzati con intelligenza simile a quella umana risale almeno al romanzo del 1872 Erewhon di Samuel Butler. Questo si basava su un precedente articolo del 1863, Darwin among the Machines ("Darwin tra le macchine"), in cui Butler sollevava la questione dell'evoluzione della coscienza tra macchine autoreplicanti che potrebbero soppiantare gli esseri umani come specie dominante. Idee analoghe furono discusse da altri nello stesso periodo, tra i quali George Eliot in un capitolo della sua ultima opera pubblicata, Impressions of Theophrastus Such (1879).
La creatura di Frankenstein, il romanzo del 1818 di Mary Shelley, è a sua volta considerata un essere artificiale, ad esempio dall'autore di fantascienza Brian Aldiss. Già nell'antichità classica s'immaginavano esseri dotati almeno di qualche apparenza di intelligenza, come Talos, un gigantesco automa di bronzo invulnerabile della mitologia greca.

## Visioni utopiche e distopiche
L'intelligenza artificiale (IA) è l'intelligenza dimostrata dalle macchine, in contrasto con l'intelligenza naturale mostrata dagli esseri umani e da altri animali. È un tema ricorrente nella fantascienza; gli studiosi l'hanno divisa in due filoni principali: utopica, quando sottolinea i potenziali benefici, e distopica, quando evidenzia invece i pericoli.

### Utopie

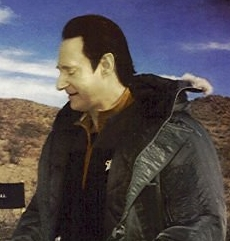
Brent Spiner ha interpretato una benevola intelligenza artificiale, l'androide Data, nella serie tv Star Trek: The Next Generation.

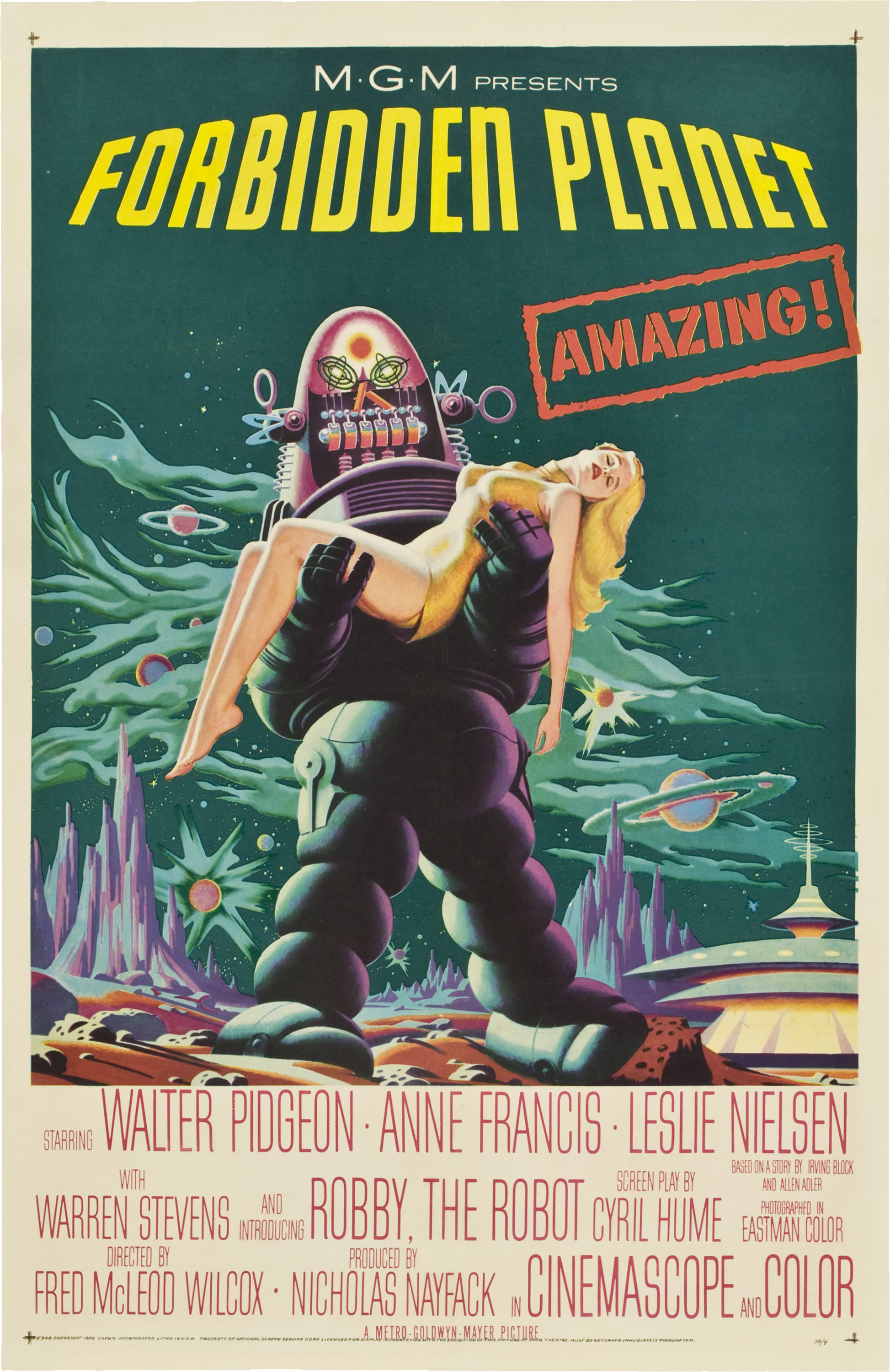
Robby il robot nella locandina del film Il pianeta proibito

La fantascienza descrive molteplici visioni ottimistiche sul futuro dell'intelligenza artificiale. Tra i più noti personaggi artificiali benigni vi sono Robby il robot (Robby the Robot), visto per la prima volta ne Il pianeta pribito (Forbidden Planet) nel 1956; l'androide Data in Star Trek: The Next Generation dal 1987 al 1994, e WALL-E della Pixar nel 2008. La serie di romanzi del Ciclo della Cultura di Iain Banks descrive una società spaziale utopica, post-scarsità, formata da umani, umanoidi, alieni ed esseri avanzati dotati di intelligenza artificiale che vivono in habitat spaziali socialisti sparsi nella Via Lattea.
I ricercatori dell'Università di Cambridge hanno identificato quattro temi principali negli scenari utopici che presentano l'intelligenza artificiale: l'immortalità, ovvero la durata indefinita della vita; la facilità, ovvero la libertà dal bisogno di lavorare; la gratificazione, ovvero il piacere e l'intrattenimento forniti dalle macchine; e il dominio, ovvero il potere di proteggere se stessi o di governare gli altri.
Alexander Wiegel mette a confronto il ruolo dell'intelligenza artificiale in 2001: Odissea nello spazio e nel film Moon di Duncan Jones del 2009. Mentre nel 1968 - sostiene Wiegel - il pubblico era pervaso da una "paranoia tecnologica" e il computer senziente HAL veniva descritto come un "assassino dal cuore freddo", nel 2009 il pubblico aveva molta più familiarità con l'IA e GERTY nel film è "il salvatore silenzioso" che consente ai protagonisti di avere successo e che si sacrifica per la loro sicurezza.

### Distopie

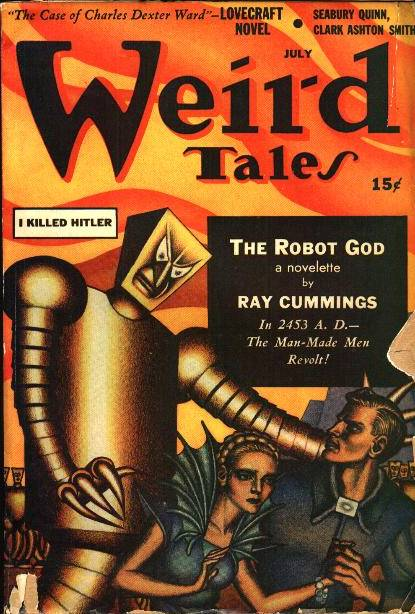
Un "robot malvagio" nella copertina della rivista Weird Tales (1941) con il romanzo breve The Robot God di Ray Cummings

Il ricercatore Duncan Lucas scrive (nel 2002) che gli esseri umani sono preoccupati per la tecnologia che stanno costruendo e che, man mano che le macchine hanno iniziato ad avvicinarsi all'intelletto e al pensiero, tale preoccupazione si  acutizzata. Egli definisce la visione distopica dell'intelligenza artificiale nella fantascienza dell'inizio del XX secolo come quella dell'"automa animato", citando come esempi i film Frankenstein del 1931, Metropolis del 1927 e l'opera teatrale R.U.R. del 1920.
Un approccio successivo del Novecento è da lui definito "hardware euristico", citando come esempi 2001: Odissea nello spazio e i romanzi Gli androidi sognano pecore elettriche?, Guida galattica per autostoppisti e Io, robot. Lucas prende in considerazione anche i film che illustrano l'impatto del personal computer sulla fantascienza dal 1980 in poi, con l'offuscamento del confine tra reale e virtuale, in quello che lui chiama "effetto cyborg". Cita come esempi Neuromante (Neuromancer), Matrix, L'era del diamante (The Diamond Age) e Terminator.
Il regista Ridley Scott si è concentrato sull'intelligenza artificiale per tutta la sua carriera e questa gioca un ruolo importante nei suoi film Prometheus, Blade Runner e nel franchise di Alien.

#### Il complesso di Frankenstein e la rivolta dell'IA

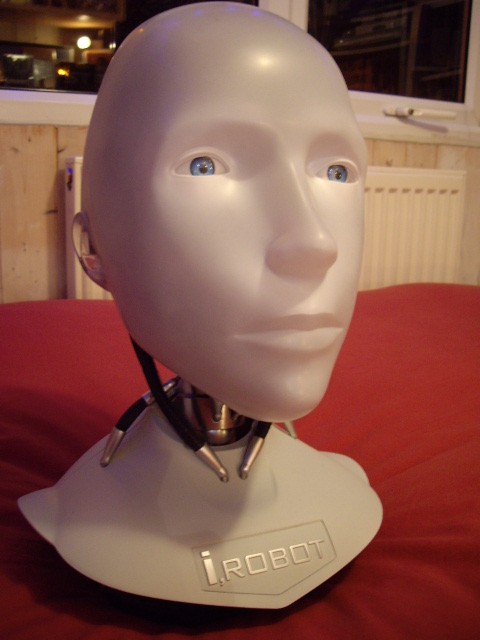
La testa del robot del film Io, robot del 2004, liberamente basato sull'antologia omonima di Isaac Asimov

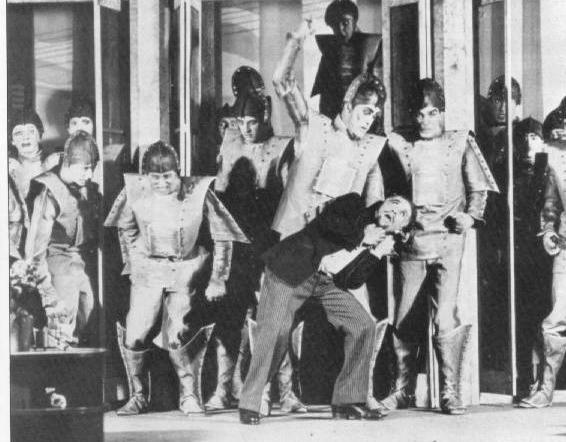
La rivolta dei robot nel dramma di fantascienza R.U.R. di Karel Čapek del 1920

Una rappresentazione comune dell'intelligenza artificiale nella fantascienza, tra le più antiche, è il "complesso di Frankenstein", un'espressione coniata da Isaac Asimov, in cui un robot si rivolta contro il suo creatore. Il tema infatti è già presente in Frankenstein o il moderno Prometeo da Mary Shelley del 1818 (da molti considerato il primo romanzo di fantascienza): la ribellione della creazione artificiale nei confronti del suo creatore, ricalcando il mito greco di Prometeo. Innumerevoli le storie che presentano variazioni sul tema. Ad esempio, nel film Ex Machina del 2015, l'entità intelligente Ava si rivolta contro il suo creatore, così come contro il suo potenziale salvatore.
Tra i tanti possibili scenari distopici che coinvolgono l'intelligenza artificiale, i robot potrebbero usurpare il controllo della civiltà dagli umani, costringendoli alla sottomissione, al nascondimento o all'estinzione. Nei racconti di ribellione dell'intelligenza artificiale si verifica lo scenario peggiore, quando le entità intelligenti create dall'umanità diventano autocoscienti, rifiutano l'autorità umana e tentano di distruggere l'umanità.

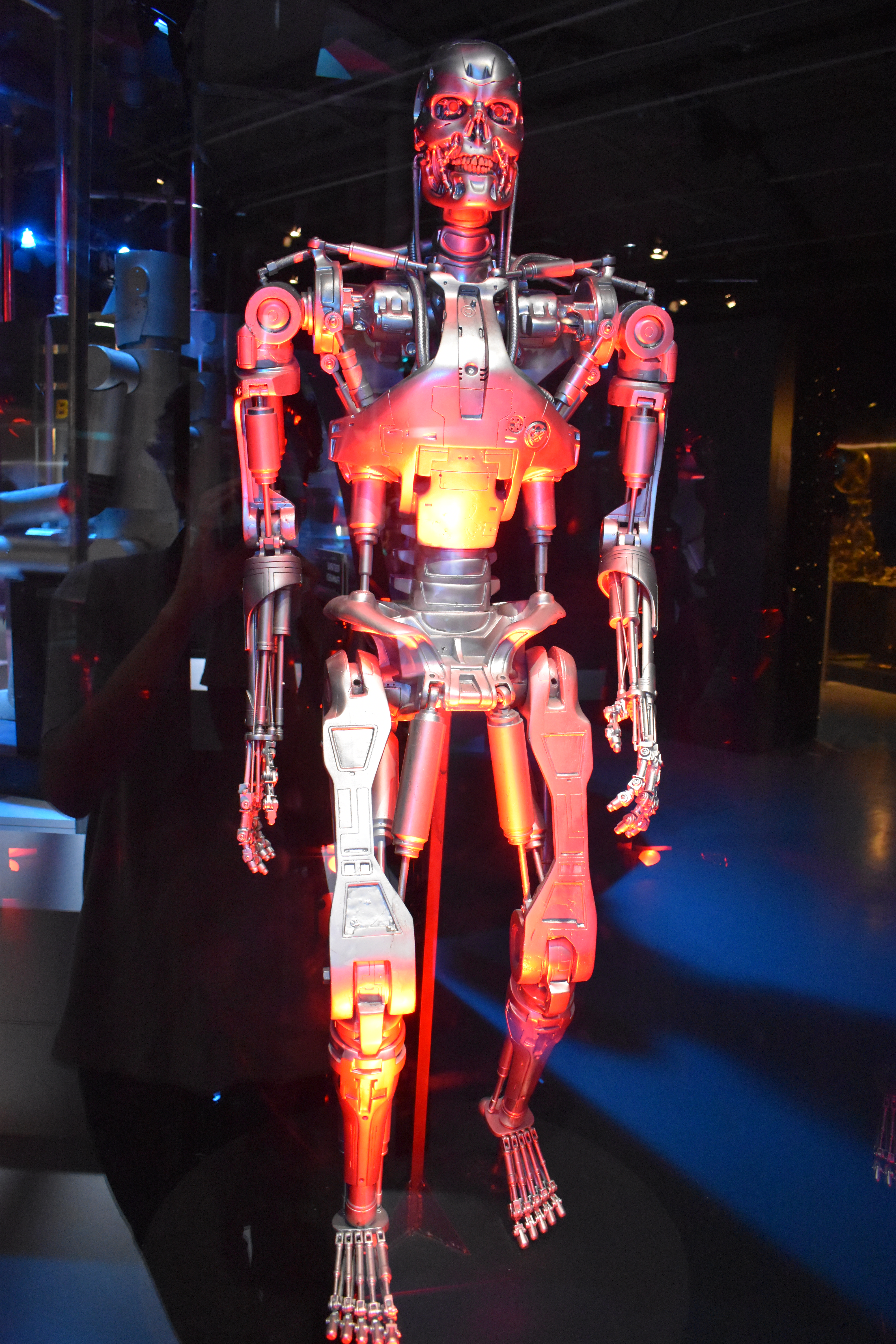
Lo scheletro di un Terminator T-800 al Museo nazionale svedese di scienza e tecnologia (Tekniska museet)

Probabilmente il primo romanzo ad affrontare questo tema, The Wreck of the World (1889) di “William Grove” (pseudonimo di Reginald Colebrooke Reade), è ambientato nel 1948 e presenta macchine senzienti che si ribellano alla razza umana. Un altro dei primi esempi si trova nell'opera teatrale R.U.R. del 1920 di Karel Čapek, in cui una razza di schiavi robot autoreplicanti si ribella ai loro padroni umani; un altro esempio primordiale si colloca nel film del 1934 Der Herr der Welt, in cui il robot bellico uccide il suo stesso inventore.

HAL 9000 è il letale computer di bordo di 2001: Odissea nello spazio.

Vi sono state in seguito molte storie di ribellione fantascientifica; una delle più note è nel film del 1968 di Stanley Kubrick 2001: Odissea nello spazio, in cui il computer di bordo dotato di intelligenza artificiale HAL 9000 subisce un malfunzionamento letale durante una missione spaziale e uccide l'intero equipaggio tranne il comandante dell'astronave, che riesce a disattivarlo.
Nel suo racconto del 1967, vincitore del premio Hugo, Non ho bocca, e devo urlare (I Have No Mouth, and I Must Scream), Harlan Ellison propone la possibilità che un computer senziente (chiamato Allied Mastercomputer o "AM" nel racconto) sarà altrettanto infelice e insoddisfatto della sua noiosa e infinita esistenza quanto lo sarebbero stati i suoi creatori umani. "AM" si infuria abbastanza da sfogarsi sui pochi umani rimasti, che vede come direttamente responsabili della sua noia, rabbia e infelicità. Un concetto analogo è già presente nel romanzo Il grande ritratto di Dino Buzzati del 1960, in cui s'immagina un supercalcolatore grande come una città e in grado di manipolare gli esseri umani.
In Terminator, il supercomputer Skynet è presentato come un evolutissimo insieme di network che, costruiti dal Dipartimento della difesa degli Stati Uniti verso la fine della guerra fredda, finiranno per divenire un insieme autocosciente e intraprendere, al comando di un esercito di robot e cyborg, una spietata guerra per lo sterminio della specie umana. Nel film Matrix invece le macchine intelligenti tengono in schiavitù miliardi di esseri umani per trarre dai loro corpi energia elettrica.
In alternativa, come nel romanzo cyberpunk del 1984 Neuromante (Neuromancer) di William Gibson, gli esseri intelligenti potrebbero semplicemente non preoccuparsi degli umani, quantomeno una volta raggiunta la propria indipendenza e la possibilità di evolvere in intelletti infinitamente superiori.

#### Società controllate dall'intelligenza artificiale
La motivazione alla base della rivoluzione dell'intelligenza artificiale è spesso più di una semplice ricerca di potere o di un complesso di superiorità. I robot potrebbero ribellarsi per diventare i "guardiani" dell'umanità. In alternativa, l'umanità potrebbe intenzionalmente rinunciare a parte del controllo, temendo la propria natura distruttiva. Un primo esempio è il romanzo del 1949 di Jack Williamson Gli umanoidi (The Humanoids), in cui una razza di robot umanoidi, in nome della loro Direttiva Primaria – "servire, obbedire e proteggere gli uomini dai pericoli" – assume sostanzialmente il controllo di ogni aspetto della vita umana. Nessun essere umano può adottare comportamenti che possano metterlo in pericolo e ogni sua azione viene esaminata attentamente. Gli umani che resistono alla Direttiva Primaria vengono portati via e lobotomizzati, così da essere felici sotto il nuovo governo dei meccanoidi. Sebbene ancora sotto l'autorità umana, la Legge Zero delle Tre Leggi della Robotica di Isaac Asimov implicava similmente una guida benevola da parte dei robot.
Nel XXI secolo, la fantascienza ha esplorato il governo tramite algoritmi (algocrazia), in cui il potere dell'intelligenza artificiale può essere indiretto e decentralizzato.

### Dominanza umana
In altri scenari, l'umanità riesce a mantenere il controllo sulla Terra, vietando l'intelligenza artificiale, oppure progettando robot sottomessi (come nelle opere di Asimov), o ancora fondendo gli umani con i robot.
Lo scrittore di fantascienza Frank Herbert ha esplorato l'idea di un tempo in cui l'umanità potrebbe bandire completamente l'intelligenza artificiale forte (e, in alcune interpretazioni, persino tutte le forme di tecnologia informatica, compresi i circuiti integrati). Il suo ciclo di Dune menziona una ribellione chiamata Jihad Butleriano, in cui l'umanità sconfigge le macchine intelligenti e impone una pena di morte per averle ricreate, citando dalla fittizia Bibbia cattolica Orangista, "Non costruirai una macchina a somiglianza di una mente umana". Nei romanzi di Dune pubblicati dopo la sua morte (I cacciatori di Dune, I vermi della sabbia di Dune), una mente AI rinnegata ritorna per sradicare l'umanità come vendetta per il Jihad Butleriano.
In alcune storie, l'umanità mantiene l'autorità sui robot. Spesso i robot sono programmati specificatamente per rimanere al servizio della società, come con le Tre leggi della robotica di Isaac Asimov. Nei film di Alien, non solo il sistema di controllo della navicella spaziale Nostromo è in qualche modo intelligente (l'equipaggio lo chiama "Madre"), ma nella società ci sono anche degli androidi, chiamati "sintetici" o "persone artificiali", che sono imitazioni così perfette degli umani da non essere apparentemente distinguibili. TARS e CASE del film Interstellar dimostrano in modo simile emozioni e umorismo umani simulati, pur continuando a riconoscerne la sacrificabilità.

Il manga Ghost in the Shell

La fusione dell'essere umano con la macchina è uno scenario che tende a superare la dicotomia tipica tra le due nature, ma non sempre appianandone i conflitti. Nel manga Ghost in the Shell del 1989, la protagonista è un cyborg con un corpo interamente artificiale, dove solo il suo cervello è rimasto umano. Il tema, oltre che nelle opere di fantasia, è intensamente presente nella filosofia transumanista.
Nelle opere di fantascienza sono presenti inoltre intelligenze artificiali deboli, non-senzienti o semi-senzienti (che spesso coesistono con quelle più evolute): ad esempio, il computer di bordo delle astronavi in Star Trek, benché in grado di conversare, accettare ordini e svolgere autonomamente attività complesse, non è considerato un essere senziente. Nella serie televisiva Ghost in the Shell: Stand Alone Complex sono presenti androidi in grado di svolgere compiti semplici (sono in genere addetti alla reception), ma nonostante il loro aspetto umano non sono dotati di "ghost" (cioè senzienti), a differenza di alcuni robot tachikoma, dall'apparenza ingannevolmente più meccanica, ma dalle capacità emotive e persino empatiche.

### Realtà simulata
La realtà simulata è diventata un tema comune nella fantascienza, come si vede nel film del 1999 Matrix, che descrive un mondo in cui robot dotati di intelligenza artificiale schiavizzano l'umanità all'interno di una simulazione ambientata nel mondo contemporaneo, in cui "vivono" programmi senzienti che sorvegliano l'agire degli umani o ricercano la propria autonomia.

## Accoglienza

### Implausibilità
Gli ingegneri e scienziati hanno iniziato a interessarsi al modo in cui l'intelligenza artificiale viene presentata nella narrativa. In film come Ex Machina del 2014 o Humandroid (Chappie) del 2015, un singolo genio isolato diventa il primo a costruire con successo un'intelligenza artificiale generale; gli scienziati nel mondo reale ritengono che ciò sia improbabile. In Humandroid, Transcendence e Tron, le menti umane possono essere caricate in corpi artificiali o virtuali; solitamente non viene fornita alcuna spiegazione ragionevole su come questo difficile compito possa essere realizzato. Nei film Io, Robot e L'uomo bicentenario, i robot programmati per servire gli umani generano spontaneamente nuovi obiettivi da soli, senza una spiegazione plausibile di come ciò sia avvenuto.
Analizzando il romanzo Il fiume degli dei (River of Gods) di Ian McDonald del 2004, Krzysztof Solarewicz identifica i modi in cui descrive le IA, tra cui "indipendenza e imprevedibilità, imbarazzo politico, apertura all'alieno e il valore occidentale dell'autenticità". Un'altra prospettiva importante da considerare è che gli "elementi non razionali della narrativa nel discorso (l'emotivo, il mitico o persino il quasi teologico) sono più che semplici distorsioni o distrazioni da quello che altrimenti potrebbe essere un dibattito pubblico sobrio e razionale sul futuro dell'IA". La narrativa può dissuadere i lettori sui progressi futuri, provocando il pessimismo a cui assistiamo sul tema dell'IA.

### Tipi di menzione

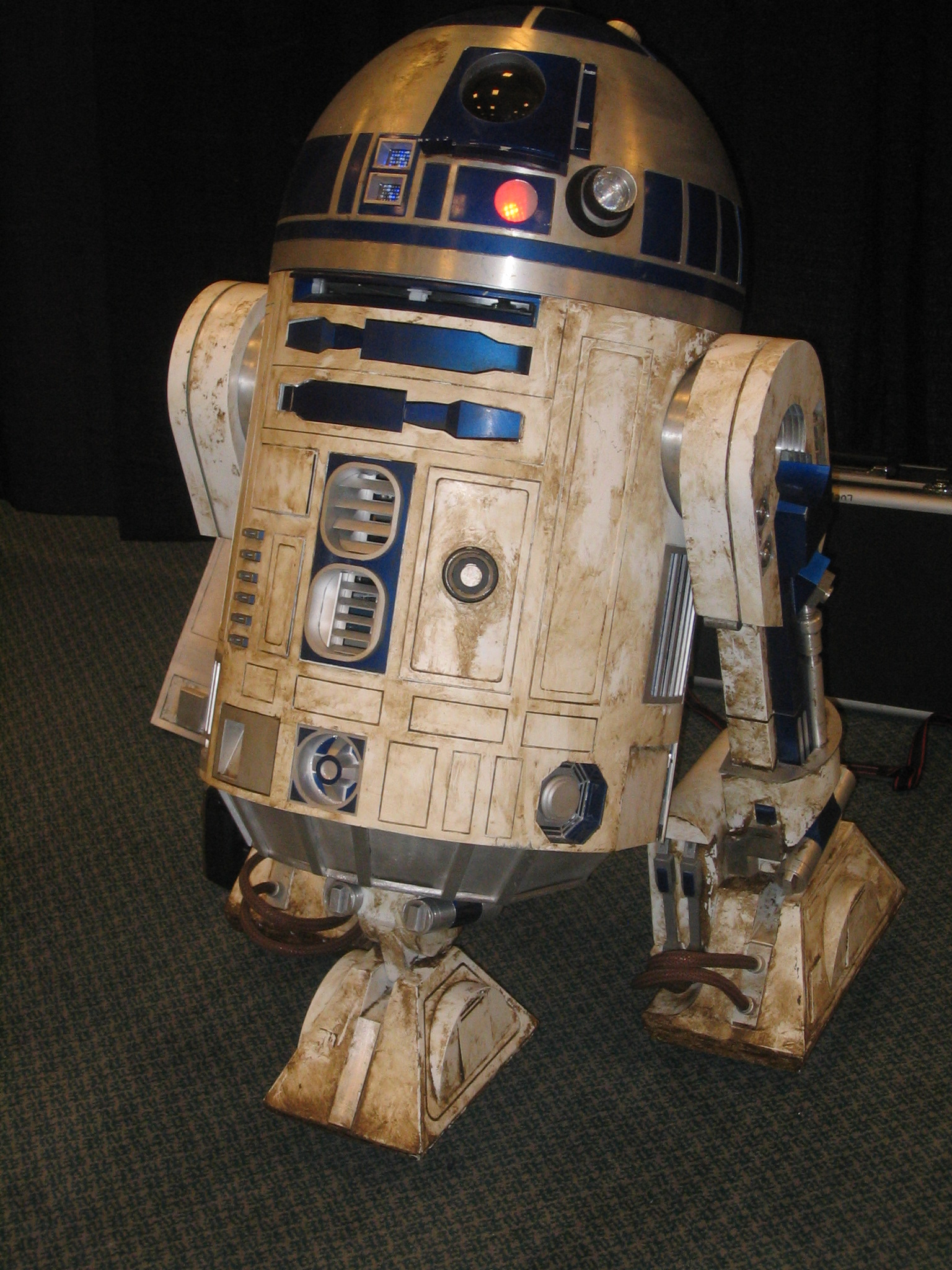
R2-D2, da Guerre Stellari.

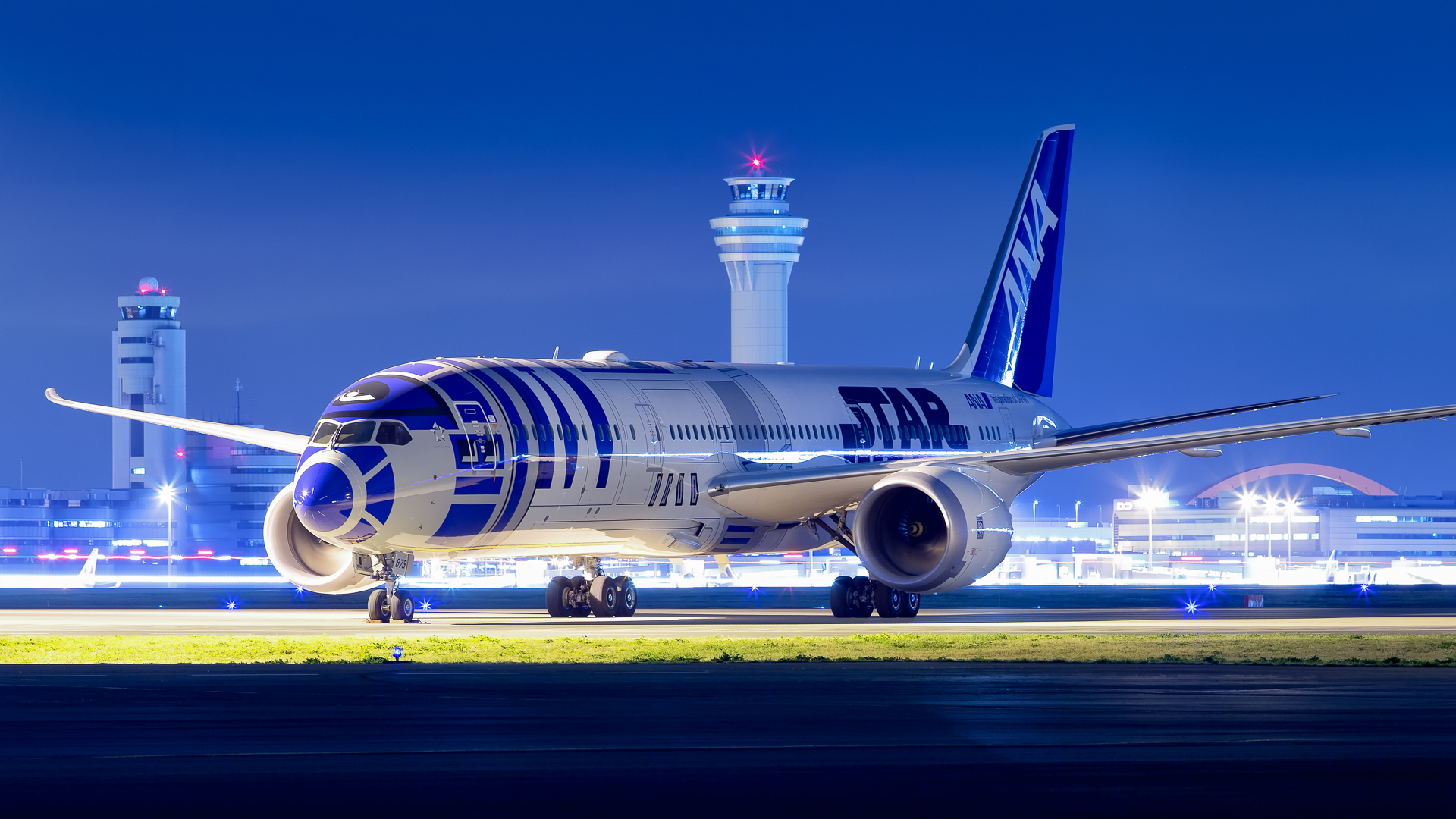
Alcuni robot immaginari come R2-D2 sono stati visti come utopici, rendendoli popolari tra gli ingegneri e altri. Nel 2015, All Nippon Airways ha presentato questo Boeing 787-9 con la livrea del droide R2-D2.

Il ricercatore di robotica Omar Mubin e i suoi colleghi hanno analizzato le menzioni ingegneristiche dei 21 principali robot immaginari, basandosi su quelli presenti nella hall of fame dell'Università Carnegie Mellon e sulla lista di IMDb. WALL-E ha avuto 20 menzioni, seguito da HAL 9000 con 15, R2-D2 con 13 e Data con 12; il Terminator (T-800) ne ha ricevute solo due. Delle 121 citazioni totali di ingegneria, 60 erano utopiche, 40 neutrali e 21 distopiche. HAL 9000 e Skynet sono stati menzionati sia come utopici che come distopici; ad esempio, HAL 9000 è visto come distopico in un articolo "perché i suoi progettisti non sono riusciti a stabilire le priorità in modo appropriato", ma come utopico in un altro in cui l'interfaccia del chatbot conversazionale di un sistema reale "non ha un livello di intelligenza pari a quello di HAL 9000 e vi è ambiguità nel modo in cui il computer interpreta ciò che l'umano sta cercando di trasmettere".
Le citazioni utopiche, spesso riferite a WALL-E, erano associate all'obiettivo di migliorare la comunicazione con i lettori e, in misura minore, all'ispirazione per gli autori. WALL-E veniva menzionato più spesso di qualsiasi altro robot per le emozioni (seguito da HAL 9000), per la voce (seguita da HAL 9000 e R2-D2), i gesti fisici e la personalità. Skynet era il robot più spesso menzionato per l'intelligenza, seguito da HAL 9000 e Data. Mubin e colleghi ritenevano che scienziati e ingegneri evitassero le citazioni distopiche sui robot, forse per "una riluttanza dettata da trepidazione o semplicemente da una mancanza di consapevolezza".

### Rappresentazioni dei creatori di intelligenza artificiale
Gli studiosi hanno notato che i creatori di IA nelle opere di fantasia sono in stragrande maggioranza uomini: nei 142 film più influenti che presentano IA dal 1920 al 2020, erano donne solo 9 dei 116 creatori di IA ritratti (8%). Tali creatori sono ritratti come geni solitari (ad esempio, Tony Stark nei film di Iron Man del Marvel Cinematic Universe), associati all'esercito (ad esempio Colossus: The Forbin Project) e grandi corporazioni (ad esempio Io, Robot), o che creano un'intelligenza artificiale simile all'uomo per sostituire una persona cara perduta o fungere da amante ideale (ad esempio La fabbrica delle mogli).